# Курило-Камчатский жёлоб
Курило-Камчатский жёлоб (до 1950-х годов — впадина Тускарора) — узкая и протяженная глубоководная впадина в Тихом океане, у восточных подводных склонов Курильских островов и южной части полуострова Камчатка. Длина 2170 км, средняя ширина 59 км. Максимальная глубина — 9717 м (44°00′46″ с. ш. 150°19′13″ в. д.).

## Геология и география
Границы впадины приблизительно совпадают с изобатой 6000 м. Средняя крутизна склонов около 7°. На склонах — многочисленные уступы, террасы, а также долины, спускающиеся до максимальной глубины. Эпицентр многих сильнейших землетрясений. На севере берёт начало от тройника, к которому также примыкают: своим восточным концом — Улаханский разлом и западным — Алеутский жёлоб. Ближайший к данному тройнику надводный объект — остров Беринга, расположенный северо-восточнее. Курило-Камчатский жёлоб простирается с северо-востока на юго-запад.
Южнее Хоккайдо (ближайшая суша — его самый юго-восточный мыс Эримо) Курило-Камчатский жёлоб переходит в Японский жёлоб, который направлен с севера на юг (долготно). Другой ближайший ориентир для южного окончания Курило-Камчатского жёлоба — подводная гора, названная в честь советского океанолога (гора Сысоева 41°50′ с. ш. 144°50′ в. д.). Японское название подводной горы — тоже Эримо.

## История исследований
После передачи Курильской островной дуги Японии впадина получила название по имени океанографического судна (названного, в свою очередь, по племени североамериканских индейцев) американской экспедиции. В 1873—1876 годах с данного судна были проведены изыскания по проектируемой трассе подводного кабеля Сан-Франциско — Йокогама и впервые была открыта впадина глубиной свыше 8000 м.
Исследована главным образом в 1950-х годах советскими экспедициями на судне «Витязь».

## В культуре
После открытия американской экспедицией на протяжении почти 75 лет впадина Тускарора оставалась неисследованной и тревожила воображение многих писателей-фантастов, включая известного учёного-писателя И. А. Ефремова, который в своём раннем рассказе «Встреча над Тускаророй» (впервые опубликован в 1944 году) наделил воду из её глубин чудодейственными свойствами.